# Consulta di bioetica
La Consulta di bioetica è un'associazione culturale che riunisce alcuni dei principali studiosi di bioetica italiani (Maurizio Mori, Piergiorgio Donatelli, Demetrio Neri, Eugenio Lecaldano, Carlo Flamigni, Giovanni Fornero, Mariella Immacolato, Mario Ricci, Luca Benci, Gilda Ferrando, Antonino Forabosco e tra i più giovani: Alberto Giubilini, Francesca Minerva, Francesca Girardi, Luca Lo Sapio e di testimoni come Beppino Englaro, e altri), È stata fondata a Milano nel 1989 dal neurologo Renato Boeri ed è riconosciuta dallo Stato Italiano come Organizzazione non lucrativa di utilità sociale. La sua sede è a Torino ed è presente in Piemonte, Toscana, Lazio, Lombardia, Veneto, Calabria e Campania. L'attuale presidente è Maurizio Mori, professore ordinario di bioetica all'Università di Torino e coautore del Manifesto di bioetica laica (1996) assieme a Carlo Flamigni. Dal marzo 2018 è membro del Comitato Nazionale di Bioetica

## Attività
La Consulta dichiara che la sua attività è rivolta allo sviluppo del «dibattito laico e razionale sui problemi etici nel campo della medicina e delle scienze biologiche, in un'ottica pluralistica di rispetto delle diverse concezioni di valore».
A questo scopo organizza convegni, seminari, e fa Comunicati-Stampa che sono pubblicati sul proprio Sito e proposti all’opinione pubblica. La mission è infatti l’elaborazione del tessuto culturale capace di affrontare le nuove situazioni in ambito biomedico.
Dal 1993 promuove la rivista trimestrale Bioetica, Rivista interdisciplinare[3] pubblicata dal 2015 dall’editore Ananke-Lab (Torino) anche in versione digitale. La rivista propone numerosi articoli di attualità ponendosi criticamente nelle questioni tecniche ed etiche riguardanti i più disparati argomenti fornendo suggerimenti e soluzioni anche a livello  giuridico.. Più recentemente ha rinnovato il Sito web e su di esso pubblica articoli brevi e riflessioni a cura di Luca Benci e Maria Teresa Busca.
L'Associazione conta numerosi soci sparsi nel Paese che sostengono posizioni improntate all’etica laica fautrice delle libertà individuali. È stata la prima Associazione a proporre in Italia il  testamento biologico,  e il modulo proposto dalla Consulta di Bioetica è un modello anche per altre Associazioni; e sin dall’inizio ha difeso il principio del consenso informato, incluso quello di Piergiorgio Welby che è stato preso sul serio dal dr. Mario Riccio nel 2006. La Consulta ha avuto anche un ruolo di rilievo nella vicenda di Eluana Englaro, sia perché il dr. Carlo Alberto Defanti nel 1996 era Presidente dell’Associazione  sia perché la ha dato consigli nella gestione delle problematiche connessa alla situazione di stato vegetativo persistente.
Dalla morte di Brittany Maynard avvenuta il 1 novembre 2014 per suicidio assistito in Oregon, la Consulta di Bioetica ha intensificato la riflessione sui temi di fine-vita, cui ha dedicato diversi convegni. A fine giugno 2017 ha organizzato a Roma nella Sala del Mappamondo della Camera dei Deputati un Convegno internazionale Per l’eutanasia in Italia: presupposti di una cultura per la morte assistita in cui è stato presentato un Manifesto per l’Eutanasia e da cui ha preso corpo un progetto di legge.
Nel 2006 ha istituito una sezione didattica che ha l'obiettivo di promuovere il dibattito culturale  bioetico in prospettiva laica a livello scolastico. L'attività è stata affidata ad un gruppo di docenti universitari, ma non solo, che operano attraverso un coinvolgimento disciplinare.

## Carta di autodeterminazione
Dal 1990  la Consulta di bioetica, prima in Italia, ha proposto la Carta di autodeterminazione o Biocard, una forma di testamento biologico che valorizza l'autonomia dei singoli individui relativamente ai problemi di carattere sanitario, sulla base del principio del consenso informato, che viene esteso alle fasi in cui la persona non è più in grado di esprimersi. Da allora la Consulta ha promosso le iniziative in questa direzione. La finalità della Carta è quella di garantire che al paziente, persona libera e cosciente, spetti l'ultima parola riguardo alle cure cui vuole essere sottoposto e che tale libertà e autonomia sia sempre mantenuta. Lo scopo ultimo non è solo evitare che l’autonomia non sia prevaricata dall'azione dei medici, ma soprattutto che sia positivamente valorizzata..

## Tematiche
Fra le tematiche principali ci sono:
- Contraccezione
- Procreazione assistita
- Diagnostica prenatale
- Aborto
- Cellule staminali
- Terapia del dolore
- Testamento biologico
- Eutanasia